# Vállaj
Vállaj is een plaats (község) en gemeente in het Hongaarse comitaat Szabolcs-Szatmár-Bereg. Vállaj telt 1038 inwoners (2001).